# آرنه وولد
آرنه وولد (بالنرويجية البوكمول: Arne Wold)‏ هو رسام توضيحي نرويجي، ولد في 26 سبتمبر 1895، وتوفي في 19 أكتوبر 1987.